# Kaudenaardewijk
De Kaudenaardewijk is een wijk in Dilbeek die zich heeft ontwikkeld rond de Kaudenaardestraat.

## Geschiedenis
De wijk is gelegen op een plateau tussen de Maelbeek en de Broekbeek. In het begin van de 20e eeuw was er van bebouwing nauwelijks sprake. De Kaudenaardseweg liep door het plateau, dat begrensd werd door de Broekstraat en de Ninoofsesteenweg.
Pas na de Eerste Wereldoorlog werd deze wijk aangelegd. Gedurende het interbellum was er behoefte aan bouwgrond en verkavelden de grondeigenaren, te beginnen met familie De Viron, hun grond. Een centraal plan lag niet aan deze uitbreiding ten grondslag.
Vooral rijke Brusselaars lieten hier een villa bouwen. De straten kregen aanvankelijk namen van klassieke kunsten: Danskunstlaan, Bouwkunstlaan, Schilderkunstlaan en dergelijke. Later werden vele van deze straten weer omgedoopt. De villa's werden voor het merendeel door Brusselse architecten aangelegd, zoals Jean Teughels en Jacvques Leclercq. De architect A. Conters was afkomstig uit Schepdaal. De huizen werden gebouwd in modernistische stijl met invloeden van art deco en de Amsterdamse school.
In 1925 werd in de nieuwe woonwijk een parochie opgericht, gewijd aan Theresia van Lisieux, die in dat jaar heilig werd verklaard. Aanvankelijk kerkte men in een noodkerk, in 1938 was de bouw van deSint-Theresia van het Kind Jezuskerk klaar. In hetzelfde jaar werd het Regina-Caelilyceum gebouwd. De basisschool opende reeds in 1927.
Na de Tweede Wereldoorlog werd de wijk verder volgebouwd met minder noemenswaardige woningen.

## Alenakapel
In de wijk vindt men, aan de Alenaborre, ook de Sint-Alenakapel, een betreedbare veldkapel uit 1872 welke in 1975, samen met de ernaartoe voerende lindedreef, als beschermd dorpsgezicht werd geklasseerd.